# برداشت سیلاب

سیستم حوضه آبریز زمینی

برداشت سیلاب (به انگلیسی: Stormwater harvesting) یا بازکاربرد سیلاب (Stormwater reuse)، به جمع‌آوری، تجمع، تصفیه یا پاکسازی و ذخیره آب سیلابی برای استفاده دوباره نهایی آن گفته می‌شود. در حالی که برداشت آب باران، بارندگی را عمدتاً از پشت بام‌ها جمع‌آوری می‌کند، برداشت سیلاب با جمع‌آوری رواناب از نهرها، خندق‌ها، نهرهای زودگذر و وسایل حمل و نقل زیرزمینی (لوله‌ها) سروکار دارد. همچنین می‌تواند شامل حوضه‌های آبریز از سطوح توسعه‌یافته، مانند جاده‌ها یا پارکینگ‌ها، یا دیگر محیط‌های شهری مانند پارک‌ها، باغ‌ها و زمین‌های بازی باشد.